# Trasparenze di pizzi antichi
Trasparenze di pizzi antichi è un romanzo di Liala, pubblicato per la prima volta nel 1948 a Milano presso l'editore Valsecchi. Si tratta di una delle sue pochissime opere non ambientate in Italia.

## Trama
Scozia: Yvelise, benché ancora giovanissima, riesce a mantenere sé stessa e la madre facendo da modella d'arte per i pittori. Un giorno accetta di posare per Antonello Drago, un giovane conte di origini italiane, che vive in un castello. La ragazza entra così per la prima volta a contatto con un mondo del tutto nuovo per lei, e si sente inizialmente un po' a disagio. Il nobiluomo lentamente si innamora di Yvelise, al punto che per non perderla la convince a posare ancora. Yvelise fa poi la conoscenza di Milo, il cugino di Antonello: un ragazzo piuttosto scapestrato, incline oltretutto alle avventure amorose.